# 劉文雄 (臺中市)
劉文雄（1941年11月24日—1990年10月17日），中華民國（台灣）政治人物，曾任台中市議員。1989年以「千辛萬苦不轉彎，一心一意為台灣」為號召，代表民主進步黨在台灣省第十九選區（台中市）當選為第一屆第六次增額立法委員。
1990年10月16日，劉文雄質詢過程中請立法院增加一條臨時提案「請本院議決宣告：台灣領土主權不屬於中華人民共和國」，與立法院院長梁肅戎激烈口角衝突。劉文雄疑因心肌梗塞，身體不支倒地，急送至臺大醫院加護病房。17日清晨，劉文雄因心臟病宣告不治，享年49歲。
2021年3月18日，前劉文雄研究室主任張棋龍披露，劉文雄病逝於臺大醫院當日，他將劉文雄遺體送回臺中市後返回立法院時，卻見到民進黨立委盧修一等人在立法院議場討論劉文雄的臺灣主權議案，提議把它送入「大冰箱」立法院程序委員會；隨後他走回臺北市青島東路3之2號7樓劉文雄研究室時見到走在他前面的盧修一、吳乃仁與林濁水併肩而行，盧修一高談為何把劉文雄的臺灣主權議案送入冰箱：「人都死了，送入冰箱剛剛好。」張棋龍表示，任何的語言道歉「已無法抹滅我對民進黨一些從政人員虛假、冷血真面目之憤怒及失望」。